# 2017年の大韓民国
2017年の大韓民国 （2017ねんのだいかんみんこく）では、2017年（檀紀4350年）の大韓民国に関する出来事について記述する。

## 国家元首等
- 大統領
  - 第18代: 朴槿恵 （2013年2月25日 - 2016年12月9日権限停止、2017年3月10日罷免）
  - 大統領権限代行: 黄教安 （2016年12月9日 - 2017年5月10日）
  - 第19代: 文在寅 （2017年5月10日 - 2022年5月9日）
- 国務総理
  - 第44代: 黄教安 （2015年6月18日 - 2017年5月11日）
  - 国務総理権限代行: 柳一鎬 （2017年5月11日 - 2017年5月31日）
  - 第45代: 李洛淵 （2017年5月31日 - 2020年1月14日）

## できごと

### 2月
- 2月17日 - 海運業最大手、世界第7位だった韓進海運がソウル地方裁判所より破産宣告を受けた[1]。

### 3月
- 3月2日 - ソウル中央地方裁判所の破産部から倒産手続き部門が分離・独立し、ソウル回生裁判所（朝鮮語版）が開院[2]。
- 3月10日 - 憲法裁判所、全員一致で朴槿恵大統領の罷免を決定。朴槿恵大統領は即日、失職した[3]。
- 3月15日 - 政府はこの日の臨時閣議に於いて、朴槿恵・前大統領が罷免されたことを受け『2017年5月9日に第19代大韓民国大統領選挙を執行する』ことを決定し、布告した[4]。また、大統領代行の黄教安首相は「国政安定と公正な選挙管理のため、私が出馬することは適切ではないと判断した」として、大統領選挙への不出馬を表明した[5]。
- 3月21日 - 朴槿恵大統領を収賄容疑で事情聴取[6]。
- 3月22日-25日 - セウォル号沈没事故で沈没したセウォル号の船体引揚げ[7][8]。引揚げられた船体は、3月31日午後に木浦市の港に到着した[9]。
- 3月27日 - 検察は一連のスキャンダルで事情聴取を行った朴槿恵前大統領について、裁判所に逮捕状を請求[10]。
- 3月31日 - 朴槿恵大統領を逮捕[11]。韓国大統領経験者では、全斗煥（1996年に粛軍クーデター・光州事件などにより逮捕）、盧泰愚（1995年に軍刑法違反などで逮捕）以来3人目の逮捕者となった[11]。

### 4月
- 4月3日 - ソウル特別市松坡区の第2ロッテワールドタワー、全面開業。

### 5月
- 5月1日 - 巨済島のサムスン重工業の建設中の海洋プラントの上にクレーンが倒れ、作業員6人が死亡、22人が負傷[12]。
- 5月9日 - 大韓民国大統領選挙。共に民主党の文在寅候補が勝利。
- 5月10日 - 文在寅が第19代大統領に就任。
- 5月23日
  - 朴槿恵・前大統領が崔順実ゲート事件に関連した裁判の初公判に出廷し[13]、18件の起訴内容を全面的に否認した[14]。
  - 北朝鮮から軍事境界線沿いの非武装地帯(DMZ)を越えて飛来した飛翔物体に韓国軍が威嚇射撃。翌日、同軍は飛翔物体が北朝鮮からの宣伝ビラをつけた風船でないかという見解を示した[15]。
- 5月31日 - デンマークで拘束されていた崔順実の娘チョン・ユラが30日に同国を出国。経由先のアムステルダムから出立した飛行機内で検察当局に身柄を拘束された[16]。

### 6月
- 6月7日 - 済州特別自治道で2日に発生したH5N8型高病原性鳥インフルエンザで、韓国政府は全土での家禽および家禽業者の移動を禁止することを発表。前日6日には警戒レベルを最高の「深刻」に引き上げている[17]。
- 6月13日
  - ソウルの延世大学校構内にて手製爆弾による爆発事件。機械工学科の男性教授が負傷し、同科の大学院生が犯行に関わったとして拘束。教授に恨みがあったと見られている[18]。
  - 韓国軍は江原道麟蹄郡の山林で今月上旬に発見された北朝鮮のものと思しき無人偵察機が、星州郡に配備されているTHAADの発射台やレーダーの画像を撮影していたと発表[19]。
- 6月23日
  - ソウル中央地方法院は娘の大学への不正入学に関わったとして業務妨害罪などで起訴された崔順実に対し、懲役3年の実刑判決を下した。崔順実は即日控訴[20]。
  - 北朝鮮軍下士官1人が、内陸部の南北軍事境界線を越え、韓国軍に亡命を求めた[21]。
  - 釜山市議会の福祉環境委員会は、「市長は、慰安婦被害者に関連した造形物、銅像などの設置、支援、管理事業を遂行できる」と規定する条項を含む条例案を可決。30日の本会議で可決成立する見込み[22]。
- 6月24日 - 韓国警察は忠清南道天安市の国立墓地にある吉田清治の謝罪碑を許可なく書き換えたとして、元自衛官の男性を公用物損壊や不法侵入の疑いで出頭を命じ、仁川国際空港にて拘束。男性は翌日釈放されたが出国禁止処置を受けている[23]。
- 6月27日 - 統一部は非政府組織、ユージン・ベル財団（英語版）が申請した北朝鮮への結核治療薬など、計約19億ウォン相当の支援物資の搬出を承認[24]。
- 6月28日 - 朝鮮中央通信によると、北朝鮮の国家保衛省など3機関が、朴槿恵前大統領に対し「極刑に処す」と声明を出し、身柄の引き渡しを韓国当局に要求したという[25]。
- 6月29日 - 文在寅の息子が就職で不正な優遇処置を受けたという疑惑で、証拠を捏造したとして国民の党の党員イ・ユミが逮捕[26]。7月11日にはイ・ジュンソ同党元最高委員が逮捕された[27]。
- 6月30日
  - 文在寅とドナルド・トランプがホワイトハウスで初の首脳会談[28]。
  - 釜山市議会の本会議で、慰安婦を象徴する少女像を市が管理する条例案が可決[29]。

### 7月
- 7月1日 - 朝鮮戦争中に盗まれ、2013年にアメリカ政府により押収されていた李氏朝鮮時代の国璽2点が韓国に返還[30]。
- 7月24日 - 韓国航空宇宙産業の河成龍CEOが辞任した。同社は数百億ウォンに上る軍用機開発費用を不正に操作した疑いがもたれている[31]。
- 7月27日 - 「和解・癒やし財団」の金兌玄理事長が辞任[32]。
- 7月31日 - 文在寅大統領の息子が就職で特別待遇を受けたとする証拠を捏造した容疑で、国民の党の公明選挙推進団副団長を務めた金仁垣弁護士と首席副団長だった金成鎬前議員が在宅起訴された。検察はこれにてこの件に関する捜査を終了した[33]。

### 8月
- 8月10日 - 朝鮮中央通信、2015年に同国で身柄を拘束され、無期労働教化刑（無期懲役に相当）に処されていた韓国系カナダ人牧師のイム・ヒョンス（林賢洙）を医療上の理由として釈放したと報道。同氏は12日に帰国[34][35]。
- 8月17日 - 文在寅大統領、就任100日目の記者会見でアメリカと北朝鮮との戦争の可能性を否定し、「わが国の同意なくして、朝鮮半島で軍事行動を決定できる者はいない」と、アメリカの軍事行動に拒否する姿勢を見せた。また、慰安婦問題における日韓合意での解決を否定し、第二次大戦時の徴用工の個人請求権も消滅していないと明言した[36][37]。
- 8月25日 - ソウル地方法院、朴槿恵前大統領への贈賄罪に問われた李在鎔サムスン電子副会長に懲役5年の有罪判決[38]。
- 8月28日 - 大統領府、朴槿恵前政権時に作成された文書データが大統領府で見つかったと発表。前大統領が政権に批判的だった芸術家をまとめたブラックリストも含まれているという[39]。
- 8月30日 - 朝鮮中央通信、前日の中距離弾道ミサイル「火星12」を発射した訓練を成功と報道。韓国併合から107年目に当たる前日の発射で、「日本人を驚がくさせる大胆な作戦計画」を実行したと発表。米韓軍の合同軍事演習を非難し、「グアム島をけん制する前奏曲となる」とアメリカを牽制した[40]。
- 8月31日 - 北朝鮮の中央裁判所報道官は、北朝鮮に批判的な記事を書いたとして、韓国・朝鮮日報と東亜日報の記者及び社長に対し、国家の権威を冒涜したとして極刑に処するという威圧の談話を声明[41]。

### 9月
- 9月7日 - THAADミサイルの発射台4基と工事資材が韓国星州郡の配備地に搬入され、6基一式のTHAAD配備が完了。一方、搬入に反対する住人ら約400人が搬入口前で座り込みをした挙句に警官隊と衝突。双方合わせて27人が負傷[42]。
- 9月11日
  - 国会本会議、憲法裁判所所長に金二洙（朝鮮語版）（キム・イス）を任命する人事への同意案を否決。憲法裁判所長の任命人事が否決されるのは韓国憲政史上初めてであり、文政権でも初めて人事案否決となる[43]。
  - 中央日報、2016年10月に趙太庸（英語版）（チョ・テヨン）外交部第一次官（当時）がオバマ政権時代の国家安全保障会議の幹部に対し、1991年に在韓米軍から撤去されたとされる戦術核兵器を再配備するよう要請し、拒否されていたと報道[44]。
- 9月13日 - 11日に韓国を訪問したエジプトのスィドキー・ソブヒ（英語版）国防相兼軍需産業相、宋永武国防部長官との対談で北朝鮮との軍事協力を「断絶している」と発言。駐在武官の派遣など韓国との関係強化の意向を示した[45]。
  - 京畿道楊平郡の京義線で試運転中の機関車2台が衝突し、機関士1人が死亡。6人が負傷。韓国鉄道公社は自動列車停止装置の試験のために等間隔で走らせていた2台の車両のうち、後続車の装置が働かず先導車に衝突したという[46]。
- 9月14日 - 韓国統一部、国連児童基金（ユニセフ）や世界食糧計画（WFP）を通し、北朝鮮に800万ドル（約9億円）の人道支援を検討していると声明[47]。
- 9月27日 - 平昌五輪公式HPに掲載された世界地図から日本列島と樺太が抜け落ちており、日本政府が訂正を要求。同日中に訂正[48]。
- 9月28日 - ソウル市鍾路区、日本大使館前に設置されている慰安婦像を「公共造形物」に指定し、区の管理下に置くことを発表[49]。
- 9月30日 - 釜山港のコンテナヤードでヒアリが同国初確認[50]。

### 10月
- 10月6日 -  北朝鮮の複数メディア、開城工業地区にある韓国側企業が残した工場を独自に稼働させていることを明らかにした[51]。
- 10月10日 - 先月23日に引き続き、グアム・アンダーセン空軍基地から飛来したB-1戦略爆撃機が朝鮮半島上空に展開し、韓国空軍のF-15戦闘機2機と共同訓練を実施[52]。
  - 2016年9月に韓国軍の国防統合データセンターに北朝鮮のハッカーによる不正アクセスがあり、外部インターネット網と内部用イントラネットに侵入され235ギガバイト分の軍事情報が流出。その中には北朝鮮主導部殺害計画、「斬首作戦」を含む米韓軍事作戦計画、「作戦計画5015」も含まれていた[53]。
- 10月12日 - 大統領府、2014年のセウォル号沈没事故における当時の報告日誌が、後に捏造されたものであることが発覚したと発表。朴槿恵前大統領への報告時刻が、実際には日誌よりも30分ほど早かったという[54]。
- 10月13日 - ソウル中央地方法院、朴槿恵前大統領の最大6ヶ月となる勾留延長を認める決定[55]。
- 10月21日 - アメリカのオンラインニュースレター、ネルソン・リポート（英語版）は複数の米政府高官が、米軍による北朝鮮への軍事行動の可能性を深刻に捉えるべきだと警告し、「韓国からの個人資産の移動」を勧めていると伝えた[56]。
- 10月22日 - 文在寅大統領、自らの脱原発政策で一時中断していた古里原子力発電所5，6号機の建設を再開すると発表。24日に閣議決定[57][58]。
- 10月30日 - 検察、横領や背任の容疑で起訴した重光昭夫ロッテホールディングス副会長に懲役10年、罰金1000億ウォン(約100億円)を求刑[59]。
- 10月31日 - 中韓両政府、THAADミサイル配備で冷え込んでいた両国の関係改善に関する合意を得たと発表。この内、華春瑩報道官は韓国側が「THAADミサイルの追加配備排除」「アメリカのミサイル防衛(MD)への不参加」「韓米日安保協力を軍事同盟に発展させない」という3項目(3不政策)を表明したと発表。康京和外交部長官も前日の韓国国会で同様の言及をしている[60][61]。

### 11月
- 11月2日
  - アメリカ軍、先月10日に続いてB-1戦略爆撃機2機が韓国周辺で日本の自衛隊機、韓国軍機それぞれと共同飛行訓練を行った[62]。
  - ** ソウル中央地方法院、詐欺罪などで起訴された朴槿令(朴槿恵前大統領実妹)に対し、証拠不十分として無実の判決を下した[63]。
- 11月3日 - 野党・自由韓国党(旧セヌリ党)が朴槿恵前大統領の党籍を除名処分とすると発表[64]。
- 11月3日 - トランプ大統領、アジア歴訪の第2の訪問国である韓国烏山空軍基地に到着。平沢市ハンフリーズ基地で文在寅大統領の出迎えを受けた。文大統領は夜の晩餐会で、李容洙を招待してトランプ大統領に面会させたり、夕食メニューに「独島産のエビ」を使用したという料理を出すなど、慰安婦問題や竹島問題で日本を牽制する姿勢を見せた。翌日、韓国国会での演説では、「我々を侮ってはならない。試すこともならない」北朝鮮体制への批判に集中。米韓同盟の重要性をアピールするとともに、残された時間は多くないと事態の喫緊性を訴えた。その後、軍事境界線を視察する予定だったが、天候不順を理由にキャンセルし、そのまま中国に向かった[65][66][67][68]。
- 11月11日 - ソウル地方地検、軍刑法違反（政治工作）の容疑で金寛鎮元国防部長官を逮捕[69]。
- 11月13日 -  板門店で北朝鮮の兵士1人が小型軍用車両で共同警備区域に侵入。軍事境界線を越えて韓国側に亡命を試みるも、排水口に車輪が嵌り動けなくなったので車を降りて境界線を越えた。その際、北朝鮮側からの銃撃を受けて境界線から50メートルほどの場所で倒れ込み、韓国軍に救助されて病院に搬送。一時意識不明だったが、その後回復した[70]。
- 11月14日
  - ソウル地方地検、元駐日大使にして元大韓民国国家情報院院長の李丙琪を大統領府に秘密資金を提供した容疑で逮捕[71]。
  - 崔順実ゲート事件:ソウル高等法院、チェ・スンシル被告が娘の不正入学に関する業務妨害などの罪での控訴審で、一審と同じく懲役3年の実刑判決。崔京姫梨花女子大前総長も、一審と同じ懲役2年の実刑判決[72]。
- 11月15日 - 慶尚北道浦項市北区の北方9キロ沿岸付近を震源とするM5.4の地震発生。同国では観測史上2番目に強い地震[73]。
- 11月25日 - 軍事情報包括保護協定(GSOMIA)の1年間延長を決定[74]。

### 12月
- 12月3日 - 仁川沖で釣り船と給油船が衝突して釣り船が転覆し、13人が死亡し、7人が負傷し、2人が行方不明[75]。
- 12月12日 - 前月にハナ銀行の支店で、今までにはない新種の偽100ドル紙幣（英語版）（いわゆるスーパーノート）が見つかったことが判明[76]。
- 12月21日
  - 忠清北道堤川市にある8階建てのスポーツ施設ビルで火災が発生、死者29人、26人が負傷[77][78]。(堤川スポーツセンター火災)
  - 韓国、京畿道の中西部前線で、北朝鮮の兵士1人が軍事境界線を越えて韓国に亡命[79]。
  - 韓国大法院、離陸直前の大韓航空機を引き返させたナッツ・リターン事件について、航空保安法違反および業務妨害の容疑で逮捕された趙顕娥元副社長の上告審が行われ、航路変更については離陸前は航路とみなさず無罪とし懲役10カ月、執行猶予2年とした2審判決を支持。刑が確定した。同氏は2015年1月に釈放されている[80]。
- 12月22日
  - 韓国高速鉄道のソウルから平昌（2018年平昌オリンピック開催地）を結ぶ京江線が運行開始[81]。
  - ソウル中央地方法院、横領や背任などの罪に問われた重光武雄(辛格浩)に懲役4年、罰金35億ウォン(約3億6800万円)の判決。長女・辛英子（朝鮮語版）は懲役2年。次男・重光昭夫(辛東彬)は懲役1年8ヶ月の執行猶予2年。長男の重光宏之(辛東主)は無罪[82]。

## 死去
- 1月18日 - 鄭美景、小説家（1960年 - ）
- 4月1日 - 金宗吉、詩人（1926年 - ）